# Giacinto Berloco

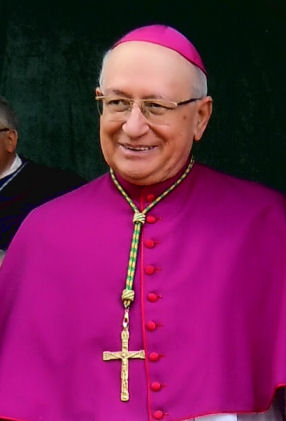
Giacinto Berloco 2013

Giacinto Berloco (* 31. August 1941 in Altamura, Provinz Bari, Italien) ist ein italienischer Geistlicher sowie emeritierter römisch-katholischer Erzbischof und Diplomat des Heiligen Stuhls.

## Leben
Nach dem Studium der Katholischen Theologie und Philosophie empfing Giacinto Berloco am 19. März 1966 das Sakrament der Priesterweihe für das Bistum Altamura-Gravina-Acquaviva delle Fonti. Er wurde im Fach Katholische Theologie promoviert und erwarb ein Lizenziat im Fach Kirchenrecht.
1972 trat Giacinto Berloco in den diplomatischen Dienst des Heiligen Stuhls ein. Er war in den Apostolischen Nuntiaturen in Costa Rica, in den Niederlanden und in Spanien sowie im Staatssekretariat tätig. Am 5. September 1974 verlieh ihm Papst Paul VI. den Ehrentitel Kaplan Seiner Heiligkeit (Monsignore) und am 24. Juni 1985 verlieh ihm Papst Johannes Paul II. den Titel Ehrenprälat Seiner Heiligkeit.
Am 15. März 1990 ernannte ihn Papst Johannes Paul II. zum Titularerzbischof von Fidenae und bestellte ihn zum Pro-Nuntius in Simbabwe sowie zum Apostolischen Delegaten in Mosambik. Die Bischofsweihe spendete ihm Johannes Paul II. am 5. April 1990; Mitkonsekratoren waren der Offizial im Staatssekretariat, Kurienerzbischof Giovanni Battista Re, und der Sekretär der Kongregation für die Bischöfe, Kurienerzbischof Justin Francis Rigali. Giacinto Berloco wurde am 17. Juli 1993 Apostolischer Nuntius in Costa Rica. Am 5. Mai 1998 bestellte ihn Papst Johannes Paul II. zum Apostolischen Nuntius in El Salvador und Belize. Berloco wurde am 24. Februar 2005 Apostolischer Nuntius in Venezuela. Papst Benedikt XVI. ernannte ihn am 18. Juni 2009 zum Apostolischen Nuntius in Belgien. Am 24. Juli 2009 bestellte ihn Benedikt XVI. zudem zum Apostolischen Nuntius in Luxemburg. Im September 2016 trat er in den altersbedingten Ruhestand.
Am 8. März 2017 berief ihm Papst Franziskus zum Mitglied der Kongregation für die Bischöfe.